# Der weiße Neger Wumbaba
Der weiße Neger Wumbaba: Kleines Handbuch des Verhörens ist ein Buch, das auf humoristische Weise Verhörer verschiedener Liedtexte wiedergibt. Es erschien 2004 im Verlag Antje Kunstmann und wurde von Axel Hacke mit Illustrationen von Michael Sowa verfasst.
Mit über 120.000 verkauften Exemplaren in den ersten Monaten zählt das Buch als Bestseller. Im März 2007 erschien eine Fortsetzung des Buches unter dem Titel Der weiße Neger Wumbaba kehrt zurück: Zweites Handbuch des Verhörens. Eine weitere Fortsetzung erschien Anfang 2009 unter dem Titel Wumbabas Vermächtnis.

## Entstehung

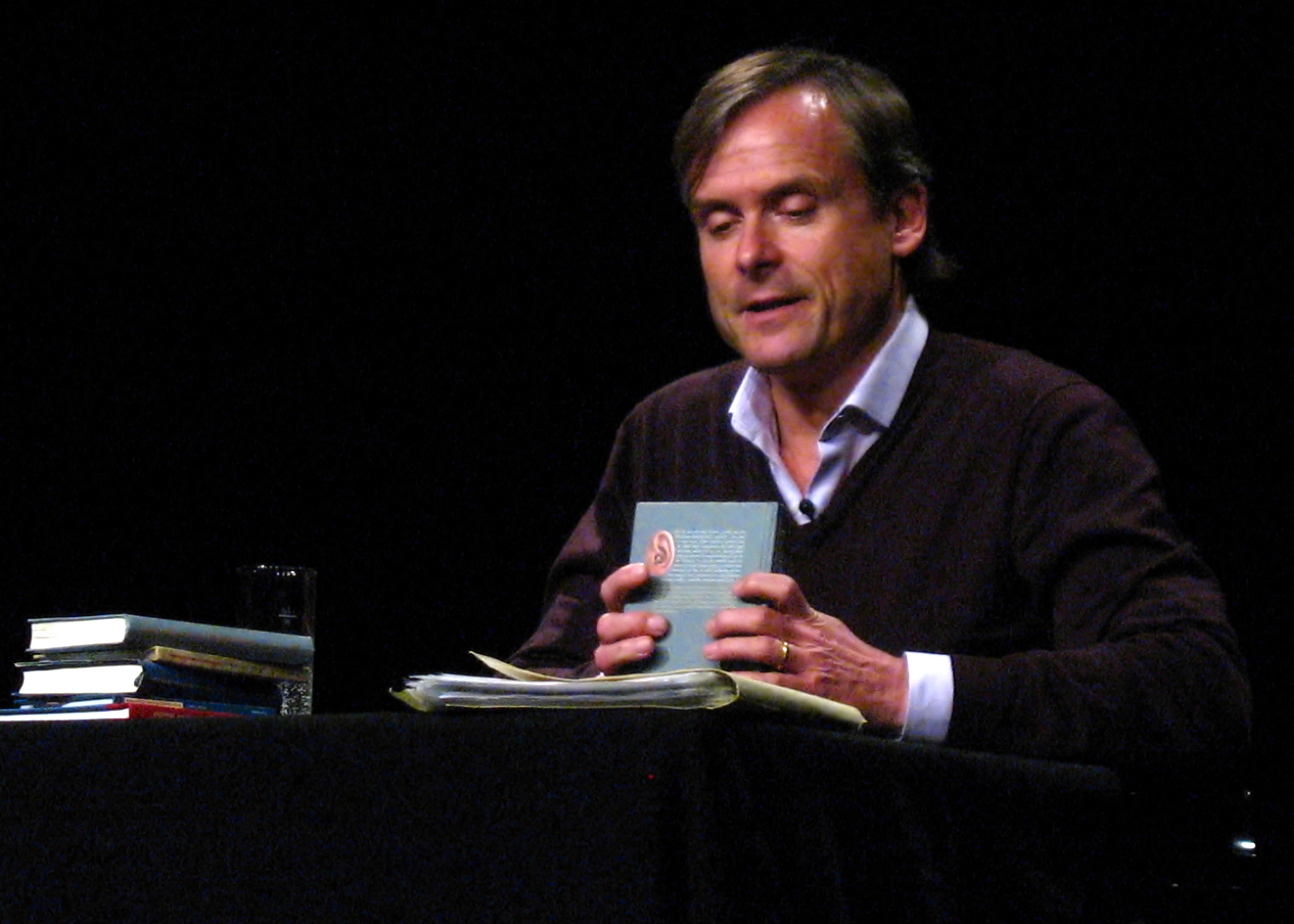
Axel Hacke, 2009

Nach einigen Kolumnen in der Süddeutschen Zeitung erhielt der Autor Axel Hacke immer mehr Zuschriften mit Verhörern, die zu dem Buch führten. Er kommt zu dem Schluss, dass „kaum ein Mensch je einen Liedtext richtig“ verstehe und diese wohl überhaupt nur dazu da seien, „den Menschen Material zu liefern, damit ihre Phantasie wirken kann“.
Der Titel selbst ist ein Missverständnis der Textzeile „(Und aus den Wiesen steiget) der weiße Nebel wunderbar“ aus dem Abendlied Der Mond ist aufgegangen von Matthias Claudius.

## Kritik
Titel und Buchdeckel stießen auf Kritik. Der Afrikanische Dachverband Norddeutschland e. V. bezeichnete die Verwendung des Wortes „Neger“ sowie die „Karikatur eines Afrikaners – Knochen im Haar, Wulstlippen und Bastrock – auf dem Buchdeckel“ als „nicht hinnehmbar“, sie erinnerten an frühere, überwunden geglaubte Zeiten. In einer Glosse der Zeit legte Hacke 2013 seine Sicht der Dinge dar und wehrte sich gegen die Rassismusvorwürfe.